# フラムドパシオン
フラムドパシオン（仏語：Flamme De Passion）は、日本の競走馬。クロフネの初年度産駒の一頭。馬名はフランス語で「情熱の炎」の意。

## 戦績
2005年7月、福島の新馬戦・芝1700mでデビュー。道中は中団を追走し最後の直線で外に持ち出すと前の馬をかわし2馬身差で勝利。その後10月に札幌2歳ステークスに出走し3番人気に推されるも9着に敗れる。さらに12月初旬に葉牡丹賞に出走するも3着に敗れた。
12月18日の中山7Rの2歳500万下・ダート1800mに出走。道中は先団につけ、4コーナーで単独先頭に立つとそのまま後続を突き放し、2着のフィールドオアシスに大差（タイム差-2.4）をつけ勝利した。走破タイムは当時の2歳日本レコードで、同日に同じコースで施行された3歳以上の競走馬による1600万下条件戦における1着馬の走破タイムを上回るものであった。このレース後の時点では陣営は再び芝路線に戻る可能性も示唆していたが、その後UAEダービー挑戦プランが明かされ、国内次走もダート戦に決まった。
明けて2006年、3歳になったヒヤシンスステークスでは単勝オッズ1.1倍の圧倒的一番人気に支持される。道中は先団最内を追走し、最後の直線では前に4頭が並び壁になるが、残り300mで外に持ち出すと一度もムチを使う事なく持ったまま、2着のマンオブパーサーに3馬身半の差をつけ勝利した。
その後ドバイミーティングのUAEダービーに出走するため、ドバイに遠征。UAEダービーでは勝ったDiscreet Cat（ディスクリートキャット）には6馬身離されるものの、ウルグアイ三冠馬で後に2006年ワールド・サラブレッド・レースホース・ランキングで世界一位になるInvasorや後（2009年）にドバイワールドカップを優勝するウェルアームドには先着し、3着となった。この年のUAEダービーの出走メンバーは、同レース史上最強と評されている。
ドバイから帰国後の同年5月、ユニコーンステークスに向けて調整中に右前脚屈腱炎を発症。全治9ヶ月以上と診断され長期休養に入った。屈腱炎は従来不治の病とされてきたが、本馬には尻の細胞を腱に注入し、腱の再生を待つ新しい治療法が試みられている。
復帰後、調整が進められ、2008年5月18日のテレビ埼玉杯に出馬登録を行ったが抽選を除外される。そして6月1日の富嶽賞にて2年2ヶ月ぶりに待望の実戦復帰を果たす。レースは持ったままの内容で復帰戦を飾った。
しかし続く灘ステークスではトップハンデ58kgながら一番人気に支持されるも先行するダイナミックグロウを捕らえきれず2着に終わった。
復帰3戦目は、小倉競馬場にて2008年8月2日の宮崎ステークスに出走し、またも一番人気に支持された。しかしながらゲートに入ると後ろの扉にもたれかかってしまい、スタートであおって2馬身の不利を受け、道中は後方に位置するしかなかった。向こう正面から積極的に前へ進出するも、直線に入る前にかなりの脚を使ってしまい、さらには外を回って直線に入ったこともあり、先行する2頭を捕らえきれず3着に終わった。その後、4ヶ月の休養を経て12月13日の北総ステークスに出走、1番人気に応えて快勝した。
師走ステークスでは一番人気に支持されるも、競走中に右前浅屈腱不全断裂を発症して最下位で入線。重度の怪我を再び負ってしまったため、2009年1月8日付けで競走馬登録を抹消された。引退後は乗馬となる。

## 競走成績
| 年月日 | 年月日 | 年月日 | 競馬場       | 競走名      | 格       | 頭数 | 枠番 | 馬番 | オッズ （人気） | オッズ （人気） | 着順 | 騎手     | 斤量 | 距離（馬場）  | タイム （上り3F） | タイム 差 | 勝ち馬/（2着馬）       |
| 2005   | 7.     | 3      | 福島         | 2歳新馬     |          | 14   | 1    | 1    | 2.6             | （1人）         | 1着  | 後藤浩輝 | 54   | 芝1700m（良） | 1:44.3 (35.6)     | -0.3      | （ヒシハイグレード）   |
|        | 10.    | 1      | 札幌         | 札幌2歳S    | GIII     | 13   | 8    | 12   | 6.2             | （3人）         | 9着  | 後藤浩輝 | 55   | 芝1800m（良） | 1:51.4 (36.3)     | 1.0       | アドマイヤムーン       |
|        | 12.    | 3      | 中山         | 葉牡丹賞    | 500万下  | 18   | 8    | 17   | 7.5             | （3人）         | 3着  | O.ペリエ | 55   | 芝2000m（良） | 2:00.2 (36.0)     | 0.3       | ナイトレセプション     |
|        | 12.    | 18     | 中山         | 2歳500万下  |          | 16   | 5    | 9    | 2.1             | （1人）         | 1着  | 北村宏司 | 55   | ダ1800m（良） | R1:52.7 (38.6)    | -2.4      | （フィールドオアシス） |
| 2006   | 2.     | 19     | 東京         | ヒヤシンスS | OP       | 15   | 2    | 2    | 1.1             | （1人）         | 1着  | 武豊     | 56   | ダ1600m（良） | 1:38.2 (36.2)     | -0.6      | （マンオブパーサー）   |
|        | 3.     | 25     | ナドアルシバ | UAEダービー | G2       | 13   |      | 9    |                 |                 | 3着  | 武豊     | 55   | ダ1800m（良） | 01:49.7           | 1.2       | Discreet Cat           |
| 2008   | 6.     | 1      | 東京         | 富嶽賞      | 1000万下 | 15   | 8    | 15   | 2.1             | （1人）         | 1着  | 内田博幸 | 57   | ダ1600m（稍） | 1:36.1 (35.9)     | -0.7      | （ファイトスピリッツ） |
|        | 7.     | 12     | 阪神         | 灘S         | 1600万下 | 16   | 6    | 12   | 1.2             | （1人）         | 2着  | 内田博幸 | 58   | ダ1800m（良） | 1:49.6 (36.4)     | 0.1       | ダイナミックグロウ     |
|        | 8.     | 2      | 小倉         | 宮崎S       | 1600万下 | 14   | 3    | 3    | 1.2             | （1人）         | 3着  | 鮫島良太 | 57   | ダ1700m（良） | 1:44.0 (37.1)     | 0.1       | ベルモントプロテア     |
|        | 12.    | 13     | 中山         | 北総S       | 1600万下 | 16   | 1    | 1    | 1.8             | （1人）         | 1着  | 内田博幸 | 58   | ダ1800m（稍） | 1:50.4 (36.5)     | -0.4      | （フサイチピージェイ） |
|        | 12.    | 27     | 中山         | 師走S       | OP       | 10   | 5    | 5    | 1.4             | （1人）         | 10着 | 内田博幸 | 56   | ダ1800m（良） | 1:55.1 (39.0)     | 2.4       | ナンヨーヒルトップ     |

## 血統表
| フラムドパシオンの血統（ヴァイスリージェント系） | フラムドパシオンの血統（ヴァイスリージェント系） | フラムドパシオンの血統（ヴァイスリージェント系） | （血統表の出典）       | （血統表の出典） |
| 父 クロフネ 1998芦毛                             | 父の父* フレンチデピュティ 1992 栗毛             | Deputy Minister                                  | Vice Regent            | Vice Regent      |
| 父 クロフネ 1998芦毛                             | 父の父* フレンチデピュティ 1992 栗毛             | Deputy Minister                                  | Mint Copy              |                  |
| 父 クロフネ 1998芦毛                             | 父の父* フレンチデピュティ 1992 栗毛             | Mitterand                                        | Hold Your Peace        | Hold Your Peace  |
| 父 クロフネ 1998芦毛                             | 父の父* フレンチデピュティ 1992 栗毛             | Mitterand                                        | Laredo Lass            |                  |
| 父 クロフネ 1998芦毛                             | 父の母* ブルーアヴェニュー 1990 芦毛             | Classic Go Go                                    | Pago Pago              | Pago Pago        |
| 父 クロフネ 1998芦毛                             | 父の母* ブルーアヴェニュー 1990 芦毛             | Classic Go Go                                    | Classic Perfection     |                  |
| 父 クロフネ 1998芦毛                             | 父の母* ブルーアヴェニュー 1990 芦毛             | Eliza Blue                                       | Icecapade              | Icecapade        |
| 父 クロフネ 1998芦毛                             | 父の母* ブルーアヴェニュー 1990 芦毛             | Eliza Blue                                       | *コレラ                |                  |
| 母 カーリーパッション 1994 栗毛                  | 母の父*トニービン Tony Bin 1983 鹿毛             | *カンパラ Kampala                                | Kalamoun               | Kalamoun         |
| 母 カーリーパッション 1994 栗毛                  | 母の父*トニービン Tony Bin 1983 鹿毛             | *カンパラ Kampala                                | State Pension          |                  |
| 母 カーリーパッション 1994 栗毛                  | 母の父*トニービン Tony Bin 1983 鹿毛             | Severn Bridge                                    | Hornbeam               | Hornbeam         |
| 母 カーリーパッション 1994 栗毛                  | 母の父*トニービン Tony Bin 1983 鹿毛             | Severn Bridge                                    | Priddy Fair            |                  |
| 母 カーリーパッション 1994 栗毛                  | 母の母ダイナカール 1980 鹿毛                     | *ノーザンテースト Northern Taste                 | Northern Dancer        | Northern Dancer  |
| 母 カーリーパッション 1994 栗毛                  | 母の母ダイナカール 1980 鹿毛                     | *ノーザンテースト Northern Taste                 | Lady Victoria          |                  |
| 母 カーリーパッション 1994 栗毛                  | 母の母ダイナカール 1980 鹿毛                     | シャダイフェザー                                 | *ガーサント            | *ガーサント      |
| 母 カーリーパッション 1994 栗毛                  | 母の母ダイナカール 1980 鹿毛                     | シャダイフェザー                                 | *パロクサイド F-No.8-f |                  |

- 母カーリーパッションはエアグルーヴの全妹。